# Kostas Chrysogonos

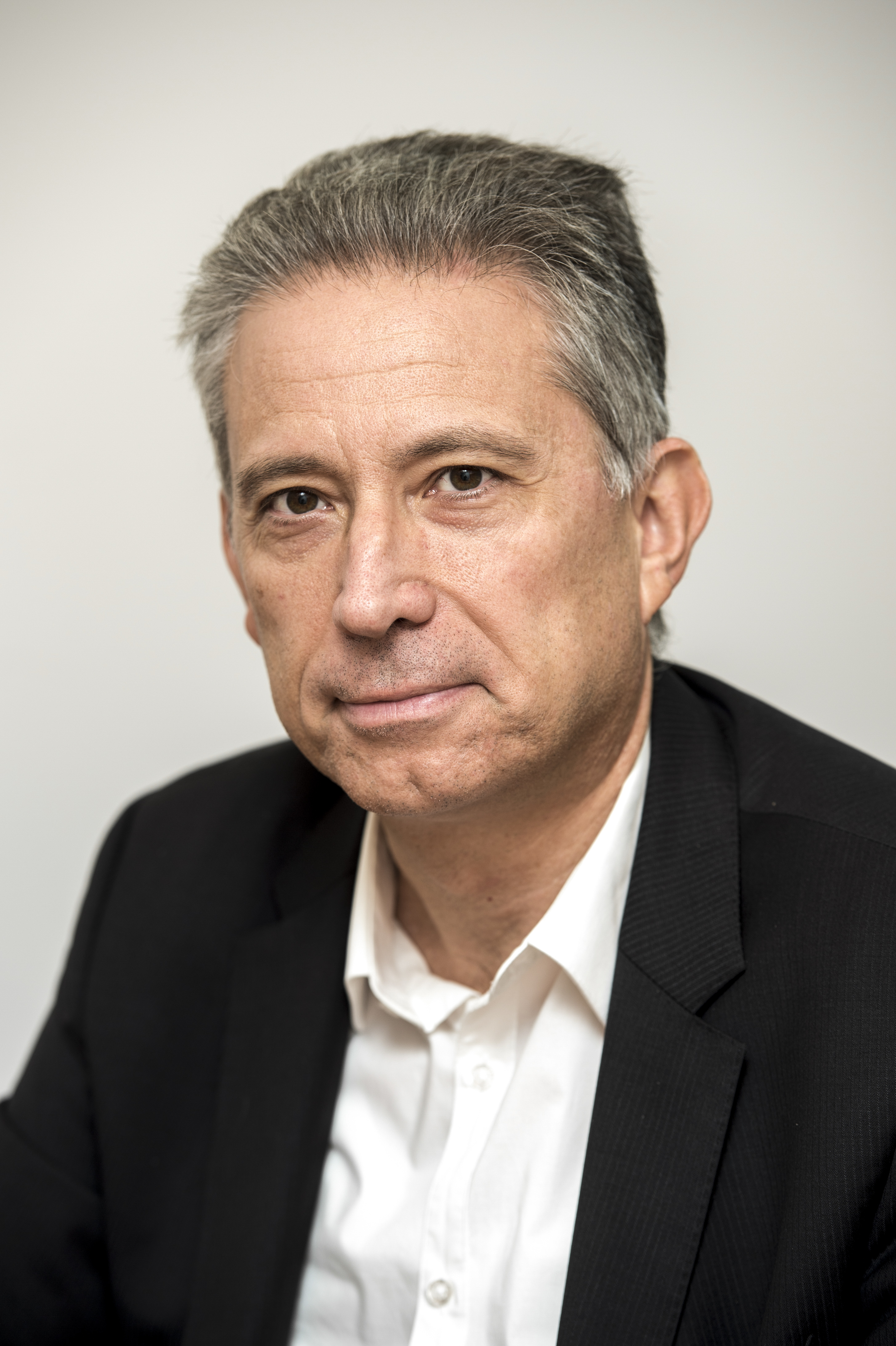
Kostas Chrysogonos, 2014

Kostas Chrysogonos (griechisch Κώστας Χρυσόγονος, * 27. Juni 1961 in Serres) ist ein griechischer Politiker der Synaspismos Rizospastikis Aristeras.

## Leben
Kostas Chrysogonos ist Professor für Verfassungsrecht an der Aristoteles-Universität Thessaloniki.
Seit 2014 ist Chrysogonos Abgeordneter im Europäischen Parlament. Dort ist er Stellvertretender Vorsitzender im Entwicklungsausschuss, im Rechtsausschuss und in der Delegation im Gemischten Parlamentarischen Ausschuss EU-Türkei.